# Lettera del Veggente
La lettera cosiddetta "del Veggente" (in francese Lettre du Voyant) è la missiva inviata dal poeta Arthur Rimbaud all'amico Paul Demeny il 15 maggio del 1871, considerata il primo vero manifesto dei movimenti d'avanguardia letteraria e della poesia moderna. L'autore vi espone infatti le sue teorie rivoluzionarie sulla funzione sociale del poeta che contribuisce al progresso spirituale dell'umanità.

## Il contenuto
Questa lettera, scritta da un infervorato Rimbaud ad appena sedici anni, è fondamentale nell'opera del poeta e si ricollega in qualche modo a quella visione illuminista che considerava il Poeta un profeta con la missione di guidare gli uomini sulla strada dell'avvenire. Il poeta, secondo Rimbaud, deve coltivare sistematicamente le sensazioni estreme, la "sregolatezza di tutti i sensi", per poter giungere all'Ignoto e creare del "nuovo". Rimbaud si augura che anche la donna possa assolvere a tale compito, liberandosi dall'"infinita schiavitù" a cui finora è stata sottoposta. Auspica, infine, l'avvento di un "linguaggio universale" che possa essere compreso da tutti i sensi contemporaneamente.
Le teorie di Rimbaud non sono del tutto nuove: sviluppano, infatti, un concetto accennato qualche anno prima nei Paradisi artificiali di Baudelaire, e riecheggiano idee analoghe espresse altrove: il 1º gennaio del 1862, ad esempio, Henri du Cleuziou aveva scritto sulla rivista progressista Le Mouvement che «il vero poeta è un veggente»; lo stesso autore, peraltro, non si vantava di aver fatto tale scoperta: l'idea, diceva, è tedesca. È infatti una delle concezioni portanti del romanticismo tedesco.

## La struttura
La Lettera del Veggente può essere suddivisa in tre parti fondamentali, che si possono individuare in:
1) una critica lucida e inflessibile della letteratura del passato fino a quella contemporanea al poeta;
2) la prospettiva ben definita di una poetica e letteratura del futuro, che peraltro Rimbaud esprimerà, nell'arco di appena due anni, nella visionarietà delle Illuminazioni;
3) il rapporto degli autori del Romanticismo con la "veggenza".
Nei cosiddetti Ultimi versi è già presente questo nuovo spirito predetto dalla Lettera del Veggente, pregno di immaginazione e di soluzioni espressive mai frequentate, né dalla legione costituita dai letterati del suo tempo né da autori precedenti. Poco dopo, con la lunga poesia Ciò che si dice al poeta a proposito di fiori, inclusa nella lettera spedita a Théodore de Banville il 15 agosto del 1871, Rimbaud ribadirà sarcasticamente la rottura con tutta la tradizione letteraria dell'epoca e con il movimento parnassiano.

## Altra lettera detta "del Veggente"
Precedente di due giorni alla più celebre Lettera del Veggente spedita a Paul Demeny, quest'altra missiva, inviata il 13 maggio 1871 al suo professore Georges Izambard, contiene il primo, e più stringato, annuncio di Rimbaud della sua nuova poetica. Rimbaud traccia qui una distinzione tra "poesia soggettiva" – sentimentale, improduttiva e vuota – e "poesia oggettiva", che trascende l'Io ed è tesa creativamente a perlustrare l'Ignoto.
Questa lettera, scritta nel momento più inteso della crisi attraversata da Rimbaud, ossia dopo il fallimento delle sue fughe, termina con la poesia Il cuore suppliziato, che ha ispirato le interpretazioni più disparate: c'è chi la ritiene la descrizione di una violenza subita da Rimbaud a Parigi da parte dei comunardi, e chi un componimento di pura fantasia.